# Predsednik vlade Finske
Predsednik vlade Finske (finsko Suomen pääministeri; švedsko Finlands statsminister) je vodja finske vlade. Predsednik vlade in njegova vlada izvajata izvršno oblast v državi. Premier je v protokolu formalno na tretjem mestu, in sicer za predsednikom države in predsednikom parlamenta. Prvi finski predsednik vlade je bil Pehr Evind Svinhufvud (kasneje tudi 3. predsednik Finske), imenovan 27. novembra 1917, le nekaj dni preden je država razglasila neodvisnost od Rusije.

## Zgodovina
Leta 1918 se je finski senat preoblikoval v vlado Finske, položaj podpredsednika gospodarskega oddelka pa v položaj predsednika vlade. Kesäranta, ki se nahaja v zahodnem predelu Meilahti v Helsinkih, je od leta 1919 uradna rezidenca predsednika finske vlade.
Najdlje trajajoči vladi sta bili pod vodstvom premierja Paava Lipponena, oba sta trajala ves parlamentarni mandat oziroma 1464 dni.

## Imenovanje
Imenovanje predsednika vlade sledi parlamentarnim volitvam, ki so predvidoma enkrat na štiri leta.
V skladu z določbami finske ustave predsednik imenuje predsednika vlade, po tem, ko se stranke v parlamentu uskladijo o kadrovskem razrezu in programu vlade. Parlament mora imenovanega predsednika vlade potrditi z absolutno večino na glasovanju o zaupnici brez drugih kandidatov. Če kandidat ne dobi zadostne podpore, sledi nov krog pogajanj in ponovno imenovanje s strani predsednika. Če tudi drugi kandidat ne dobi absolutne večine, se izvede tretje glasovanje, v katerem lahko kandidata predlaga katerikoli poslanec; v tem krogu za izvolitev zadostuje navadna večina.
Zgornji postopek je bil prvič uporabljen za izvolitev Anneli Jäätteenmäki leta 2003. Prej je veljalo, da bo predsednik imenoval kandidata, ki bi v tretjem krogu glasovanja dobil relativno večino, običajno pa je to vodja stranke z največjim deležem v parlamentu. Pred sprejetjem ustave iz leta 2000 so bile polne formalne pristojnosti za imenovanje predsednika vlade in ostale vlade privilegij predsednika, ki se je lahko svobodno oddaljil od parlamentarnih načel, čeprav so morali imenovani ministri imeti zaupanje parlamenta.
Formalno predsednik vlade imenuje preostale člane vlade, ki jih nato s soglasjem parlamenta imenuje predsednik države. V praksi se sedeži razdelijo med strankami med pogajanji za sestavo vlade, tako da mora kandidat za predsednika vlade upoštevati mnenja sodelujočih strank in ne more predlagati ali odstaviti kogar hoče.

## Plača in ugodnosti
Plača finskega predsednika vlade znaša 12.173 evrov na mesec. Poleg tega prejema polovico poslanske plače. Polna poslanska plača od 1. maja 2011 znaša najmanj 6335 evrov na mesec, tako da finski premier skupaj prejme najmanj 14.842 evrov na mesec. Plača je obdavčena z dohodnino.
Predsednik vlade ima v vsakem koledarskem letu pravico do 30 dni dopusta. Vzdrževanje, osebje in storitve Kesäranta, uradne rezidence, plačuje vlada. Prejemki predsednika vlade ne vključujejo brezplačne malice in nadomestila za prehrano.
Predsednik vlade ima ves čas na voljo prevozno in varnostno službo.